# Fred Davis (snooker)
Pour les articles homonymes, voir Fred Davis (homonymie) et Davis.
Fred Davis, né le 14 août 1913 à Chesterfield, Derbyshire, Angleterre, et mort le 16 avril 1998 dans le Denbighshire au Pays de Galles, est un joueur de snooker professionnel anglais.
Fred Davis compte huit titres de champion du monde, le deuxième total de victoires le plus élevé derrière son frère Joe Davis. Sa rivalité avec le joueur écossais Walter Donaldson fait partie de l'histoire du snooker.
Dans les années 1970, lorsque le classement mondial est établi, Davis est loin d'être ridicule ; il parvient à se hisser au quatrième rang du classement, à atteindre plusieurs finales et à être demi-finaliste du championnat du monde 1978 à l'âge de 64 ans.
La carrière de Fred Davis est d'une longévité remarquable : entre 1929 et 1993 ; elle s'étale sur 64 ans.
Il est reconnu comme l'une des personnalités les plus populaires du jeu.

## Carrière

### Origines et titres de champion du monde (1937-1956)
Jouant à l'origine au billard, Fred Davis est contraint à la pratique du snooker par le déclin de la popularité du billard. Il intègre le championnat du monde en 1937, battu dès le premier tour par le Gallois Bill Withers, 17-14. Joe (frère de Fred) fera de cette défaite une affaire d'honneur familial, et humiliera Withers 30 à 1 dès le tour suivant. Il atteint les demi-finales en 1938 et 1939, et dispute la finale en 1940. Il est battu par son frère Joe 37-36 (bien que le match fut terminé à 37-35, les manches sans enjeu étaient tout de même disputées à cette époque). Cette rencontre fraternelle a une place assez importante dans l'histoire du snooker puisque c'est la seule fois que deux frères se retrouvent à ce stade d'une compétition, qui plus est au championnat. C'est la seule confrontation des deux frères en finale des championnats du monde. Fred Davis entre en service dans l'armée britannique pour le restant de la seconde guerre mondiale, cinq jours après son mariage avec son épouse Sheila.
De retour de la guerre, Fred voit son frère Joe remporter son dernier titre, en 1946, avant que ce dernier ne prenne sa retraite sportive. Fred est alors le favori de l'édition 1947, mais est battu, à la surprise générale, par Walter Donaldson. Davis prêtera cette défaite à sa trop grande confiance en lui et à la solidité du jeu de Donaldson. Il remporte néanmoins les deux éditions suivantes, puis est de nouveau battu en 1950 par Donaldson. C'est sa dernière défaite en finale des championnats du monde contre son rival écossais, et il remporte les quatre titres suivants, de 1951 à 1954. La popularité du snooker décline rapidement sur cette période. En 1954, seuls cinq joueurs sont inscrits au tableau des championnats du monde, et Donaldson met un terme à sa carrière. Le format de la finale, au meilleur des 145 manches entre 1946 et 1948, se réduit lui aussi au meilleur des 73 manches en 1954.
Davis s'impose à nouveau en 1955 et 1956 face à John Pulman, alors que seuls six et quatre entrants respectivement sont à dénombrer. Davis ne s'aligne pas au championnat du monde de 1957, qui se déroule à Jersey, et durant lequel quatre joueurs seulement se disputent le titre. Il laisse la voie libre à John Pulman qui s'empare du titre. La popularité du snooker, au plus bas, entraîne la disparition du championnat du monde qui ne réapparaît qu'en 1964. Au début des années 1960, Davis pratique le snooker lors d'événements caritatifs et de matchs d'exhibition, dispute des tournois au Canada et en Australie. De retour au Royaume-Uni, Davis dispute des matchs d'exhibition, puis prend une retraite temporaire, après avoir disputé, devant une poignée de spectateurs, un dernier match de gala.

### Fin de carrière (1964-1993)
En 1964, sous l'impulsion de Rex Williams, les championnats du monde se disputent de nouveau et Pulman défend son titre contre Davis au cours d'un seul match. Après quasiment quatre saisons vierges, Davis a définitivement perdu sa forme optimale ; il est battu 19-16. Davis défie Pulman à deux autres reprises, en 1965 et en 1966, mais est battu lors des deux occasions.
Il dispute la première édition du Pot Black en 1969. Le format, en une manche gagnante, ne favorise pas Davis, plus habitué aux matchs interminables de 145 manches des années 1940. Davis subit deux attaques cardiaques en 1970, auxquelles il survit, mais est incapable de disputer les championnats du monde de 1970. Pourtant, entre 1972 et 1976, Davis figure bien dans les championnats du monde, atteignant les quarts de finale et les demi-finales et battant des joueurs de premier ordre tels que Bill Werbeniuk, Alex Higgins et John Spencer. Lors de l'introduction du classement mondial de snooker, en 1976, Davis est classé no 4 mondial, plus de 20 ans après avoir atteint son véritable pic de performance. En 1977, il est décoré de l'Ordre de l'Empire britannique.
Âgé de 64 ans, en 1978, Davis atteint les demi-finales du championnat du monde, éliminant en sur son chemin John Virgo, Dennis Taylor et Patsy Fagan. Il est battu par le Sud-Africain Perrie Mans dans une demi-finale à suspense, durant laquelle il manque une bille rose qui lui aurait permis de revenir à une manche de son adversaire. La tension était telle que dans le public, Joe Davis manqua de tomber de son siège, et, à la fin de cette manche, dût être conduit à l'hôpital pour y être opéré. Il meurt quelques semaines plus tard. Cet épisode dramatique tient une place importante dans la légende du snooker. La bille manquée par Fred Davis est surnommée « la bille qui tua Joe Davis ».
Davis dispute en 1981 sa dernière finale, battu par Terry Griffiths. Il ne prend sa retraite qu'en 1993, à 79 ans, très handicapé par une arthrite sévère au genou gauche. Il rencontre cette année-là Ronnie O'Sullivan, futur champion du monde, de 62 ans son cadet. Malgré son âge, Davis avoue qu'il aurait aimé continuer à jouer, mais son arthrite l'en empêchait.
Il joue son tout dernier match professionnel télévisé en 1991, affrontant le joueur dominateur de l'époque ; Steve Davis. Diminué par la vieillesse et par son arthrite, Fred s'incline sans prendre la moindre manche à son adversaire (6-0).
Davis joue cependant quelques autres matchs ; notamment contre Mark King, s'inclinant sur le score de 5-0.

### Dernières années (1994-1998)
Après sa retraite sportive, Joe Davis s'éloigne du monde du snooker et ne fait plus trop parler de lui. Il décide de se retirer dans sa résidence, dans le Denbighshire.
Fred Davis meurt le 16 avril 1998, à 84 ans, trois jours après une chute à son domicile.
En 2011, la tenue qu'il portait lors du championnat du monde de 1948 est vendue aux enchères.

## Controverse
En fin d'année 1988, Davis est convoqué en comité de discipline pour justifier son retrait du circuit. Furieux que sa longue carrière soit remise en cause, il n'hésite pas à s'exprimer au sujet de la World Professional Billiards and Snooker Association, et notamment au sujet de son président, Barry Hearn. Davis accuse la fédération de racheter des joueurs moins bien classés et de leur monter la tête contre Hearn. Fred Davis s'est retiré en raison d'une arthrite sévère du genou.

## Palmarès
| Légende | Catégorie                      | Titres                         | Finales                        |
|         | Tournois classés               | 0                              | 0                              |
|         | Tournois non classés           | 12                             | 11                             |
|         | Tournois par équipes           | 0                              | 1                              |
| Gras    | Tournois de la triple couronne | Tournois de la triple couronne | Tournois de la triple couronne |

### Titres
| Saison   | Nom du tournoi                   | Lieu                  | Finaliste        | Score | Tableau |
| 1948     | Championnat du monde             | Londres               | Walter Donaldson | 81-64 | Tableau |
| 1949     | Championnat du monde (2)         | Londres               | Walter Donaldson | 80-65 | Tableau |
| 1951     | Championnat du monde (3)         | Blackpool             | Walter Donaldson | 58-39 | Tableau |
| 1952     | Championnat du monde (4)         | Blackpool, Manchester | Walter Donaldson | 38-35 | Tableau |
| 1953     | Championnat du monde (5)         | Manchester            | Walter Donaldson | 37-34 | Tableau |
| 1954     | Championnat du monde (6)         | Manchester            | Walter Donaldson | 39-21 | Tableau |
| 1955     | Championnat du monde (7)         | Blackpool             | John Pulman      | 37-34 | Tableau |
| 1956     | Championnat du monde (8)         | Blackpool             | John Pulman      | 38-35 | Tableau |
| 1958     | Tournoi News of the world        | Divers sites          | John Pulman      | 4-1   |         |
| 1958 (2) | Tournoi News of the world (2)    | Divers sites          | Joe Davis        | 7-2   |         |
| 1960     | Open mondial d'Australie         |                       |                  |       |         |
| 1970     | Tournoi sur invitation du Canada |                       |                  |       |         |

### Finales
| Saison    | Nom du tournoi                | Lieu         | Finaliste        | Score | Tableau |
| 1940      | Championnat du monde          | Londres      | Joe Davis        | 36-37 | Tableau |
| 1947      | Championnat du monde (2)      | Londres      | Walter Donaldson | 63-82 | Tableau |
| 1950      | Championnat du monde (3)      | Blackpool    | Walter Donaldson | 46-51 | Tableau |
| 1956      | Tournoi News of the world     | Divers sites | Joe Davis        | 1-4   |         |
| 1957      | Tournoi News of the world (2) | Divers sites | John Pulman      | 0-5   |         |
| 1959      | Tournoi News of the world (3) | Divers sites | Joe Davis        | 1-5   |         |
| 1964      | Championnat du monde (4)      |              | John Pulman      | 16-19 | Tableau |
| 1966      | Championnat du monde (5)      | Liverpool    | John Pulman      | 2-5   | Tableau |
| 1970-1971 | Pot Black                     | Birmingham   | John Spencer     | 0-1   |         |
| 1974-1975 | Open Watney                   | Leeds        | Alex Higgins     | 11-17 | Tableau |
| 1975-1976 | Tournoi Pontins (3)           | Prestatyn    | Ray Reardon      | 9-10  | Tableau |
| 1979-1980 | Coupe du monde                | Birmingham   | Pays de Galles   | 3-14  | Tableau |